# 天童市立第二中学校
天童市立第二中学校（てんどうしりつ だいにちゅうがっこう、英: Tendo Civic 2nd Junior High School）は、山形県天童市にある公立中学校。略称は天二中（てんにちゅう）、天童二中。バドミントンが特に強く、2009年度（平成21年度）には全国ベスト8を果たし2010年には山形県大会3連覇を成し遂げた。

## 沿革
- 1967年（昭和42年）4月 - 統合により開校
- 1969年（昭和44年）4月 - 新校舎完成

## 学区
- 天童市立津山小学校
- 天童市立天童北部小学校
- 天童市立山口小学校

## 出身者
- 栗原健太 - 元プロ野球選手
- 鈴木駿也 - 元プロ野球選手（福岡ソフトバンクホークス）
- 中野拓夢 - プロ野球選手（阪神タイガース）
- 新関茂- 天童市長

## 所在地
- 山形県天童市大字久野本1674